# 654

Angelsaksische koninkrijken in Engeland

Het jaar 654 is het 54e jaar in de 7e eeuw volgens de christelijke jaartelling.

## Gebeurtenissen

### Brittannië
- Koning Penda van Mercia valt met een legermacht East Anglia binnen. Hij verslaat in het moerassig gebied bij Blythburgh (huidige Suffolk) het Angelsaksische leger onder bevel van koning Anna. Tijdens de veldslag sneuvelen Anna en zijn zoon Jurminus.

### Europa
- Koning Recceswinth van de Visigoten vaardigt in Toledo (Spanje) een wetboek uit, de "Lex Visigothorum". Gebaseerd op het Romeins recht, beschermt de codex (geschreven in het Visigotisch schrift) de rechten en plichten van de Gotische bevolking in het Visigotische Rijk.

### Azië
- 24 november - Keizer Kōtoku van Japan overlijdt na een regeerperiode van 9 jaar en wordt opgevolgd door zijn oudere zuster Saimei.
- Vikramaditya (654-668) wordt heerser van het Chalukya Rijk (India).

## Religie
- Paus Martinus I wordt in Constantinopel door de Byzantijnse senaat beschuldigd van verraad. In plaats van hem te berechten op grond van zijn theologische uitspraken, beschuldigen de aanklagers Martinus valselijk van het sturen van geld naar de Arabieren. Na een schijnproces wordt hij in het openbaar ontdaan van zijn pauselijk gewaad en verbannen naar Chersonesos (Oekraïne).

## Geboren
- Ali Zain al-Abidien, Arabisch imam (overleden 712)
- Theuderik III, koning van de Franken (overleden 691)

## Overleden
- 1 oktober - Bavo van Gent, Frankisch heilige
- 24 november - Kōtoku (58), keizer van Japan
- Anna, koning van East Anglia
- Jurminus, Angelsaksisch prins